# Robert Merrill
Robert Merrill, właśc. Morris Miller (ur. 4 czerwca 1917 w Nowym Jorku, zm. 23 października 2004 w New Rochelle) – amerykański śpiewak operowy, baryton. 
Kształcił się pod kierunkiem matki, śpiewaczki Lilian Miller-Merrill, następnie u Samuela Margolisa. W 1945 wygrał konkurs organizowany przez Metropolitan Opera i został zaangażowany do zespołu. Debiutował rolą Germota w Traviacie Giuseppe Verdiego. Zyskał sławę jednego z najlepszych interpretatorów Verdiego (baritoni verdiani). Znanymi wykonaniami Merrilla były ponadto partie Escamillo w Carmen Bizeta i Walentego w Fauście Gounoda. Wielokrotnie współpracował z Arturo Toscaninim przy przedstawieniach i nagraniach płytowych.
Obok Metropolitan Opera, z którą był związany do 1975, występował w teatrach operowych m.in. w San Francisco (1957), Chicago (1960), Mediolanie (La Scala, 1960), Wenecji (Teatro la Fenice, 1961), Londynie (1967). Miał na koncie także role w filmach muzycznych. Był autorem wspomnień Once More from the Beginning (1965) i Between Acts (1977).
Od 1969 wykonywał hymn amerykański na otwarcie sezonu baseballowego na stadionie zespołu Yankees Nowy Jork.